# Southern League (1885–1899)
Pour l'actuelle ligue du même nom, fondée en 1964, voir Southern League (baseball).
La Southern League était une ligue mineure de baseball sporadiquement en opération de 1895 à 1899 et composée d'équipes du sud des États-Unis.
Affiliées aux Ligues majeures naissantes, les équipes de la Southern League étaient des clubs de niveaux B et C, deux classifications de ligues mineures disparues du baseball professionnel nord-américain après 1963.
Tout au long de son existence, cette Southern League de la fin du 19e siècle et ses clubs sont aux prises avec des problèmes financiers. Il n'est pas rare pour un club de quitter un endroit pour un autre en cours de saison, où même de cesser abruptement ses activités sans terminer la saison en cours. La ligue n'est pas en opération en 1890 et 1891, ni en 1897. Les problèmes financiers et le manque d'appuis signent l'arrêt de mort de la Southern League en 1899. Deux ans plus tard, une nouvelle ligue mineure, la Southern Association, est créée et existera de 1901 à 1961.

## Liste des champions
- 1885 : Atlantas d'Atlanta
- 1886 : Atlantas d'Atlanta
- 1887 : Pelicans de La Nouvelle-Orléans
- 1888 : Maroons de Birmingham
- 1889 : Pelicans de La Nouvelle-Orléans
- 1890 : la ligue n'est pas en activité
- 1891 : la ligue n'est pas en activité
- 1892 : Grays de Birmingham
- 1893 :
  - Première moitié de saison : Electricians d'Augusta
  - Deuxième moitié de saison : Macon Central City et Hornets de Macon (même équipe ayant porté deux noms différents)
- 1894 : Grays de Memphis
- 1895 : Seraphs de Nashville
- 1896 : Pelicans de La Nouvelle-Orléans
- 1897 : la ligue n'est pas en activité
- 1898 : Augusta
- 1899 : Blackbirds de Mobile